# 李雪英 (香港)
李雪英女士，MH，前香港中學校長會主席，2012年底上任。她大學畢業後在可風中學（嗇色園主辦）任教，位至副校長，2001年轉任香港大嶼山東涌新市鎮的一條龍學校嗇色園主辦可譽中學暨可譽小學的校長。
其胞妹李雪琴為位於香港荃灣的廖寶珊紀念書院的副校長。
李校長以敢言稱著。自她上任以後，曾批評當時由於政府未有仔細籌劃便大力推行三三四高中教育改革，令當時香港大專院校的收生標準混亂，令學生難以為自己前途打算。2014年11月，當年曾力推在香港中學教育設立通識科的葉劉淑儀又「打倒昨日的自己」批評應該撤銷這一科的設立。李校長在出席一個電台時事評論節目時認為「若因佔領運動而要整治該科，是扭曲教育及極危險事件」，並以「係咪有人做咗原子彈，我哋就抽咗化學科出嚟？」。